# Beta Boy
Beta Boy è il secondo EP del musicista danese Trentemøller, pubblicato il 3 dicembre 2004 dalla Out of Orbit Recordings.

## Tracce
Lato A
1. Beta Boy – 7:11

Lato B
1. The Forest – 5:45